# Roy (Montana)
Roy es un lugar designado por el censo ubicado en el condado de Fergus en el estado estadounidense de Montana. En el Censo de 2010 tenía una población de 108 habitantes y una densidad poblacional de 12,25 personas por km².

## Geografía
Roy se encuentra ubicado en las coordenadas 47°20′4″N 108°57′36″O / 47.33444, -108.96000. Según la Oficina del Censo de los Estados Unidos, Roy tiene una superficie total de 8.82 km², de la cual 8.82 km² corresponden a tierra firme y (0%) 0 km² es agua.

## Demografía
Según el censo de 2010, había 108 personas residiendo en Roy. La densidad de población era de 12,25 hab./km². De los 108 habitantes, Roy estaba compuesto por el 99.07% blancos, el 0% eran afroamericanos, el 0.93% eran amerindios, el 0% eran asiáticos, el 0% eran isleños del Pacífico, el 0% eran de otras razas y el 0% pertenecían a dos o más razas. Del total de la población el 0% eran hispanos o latinos de cualquier raza.